# 조화해석학

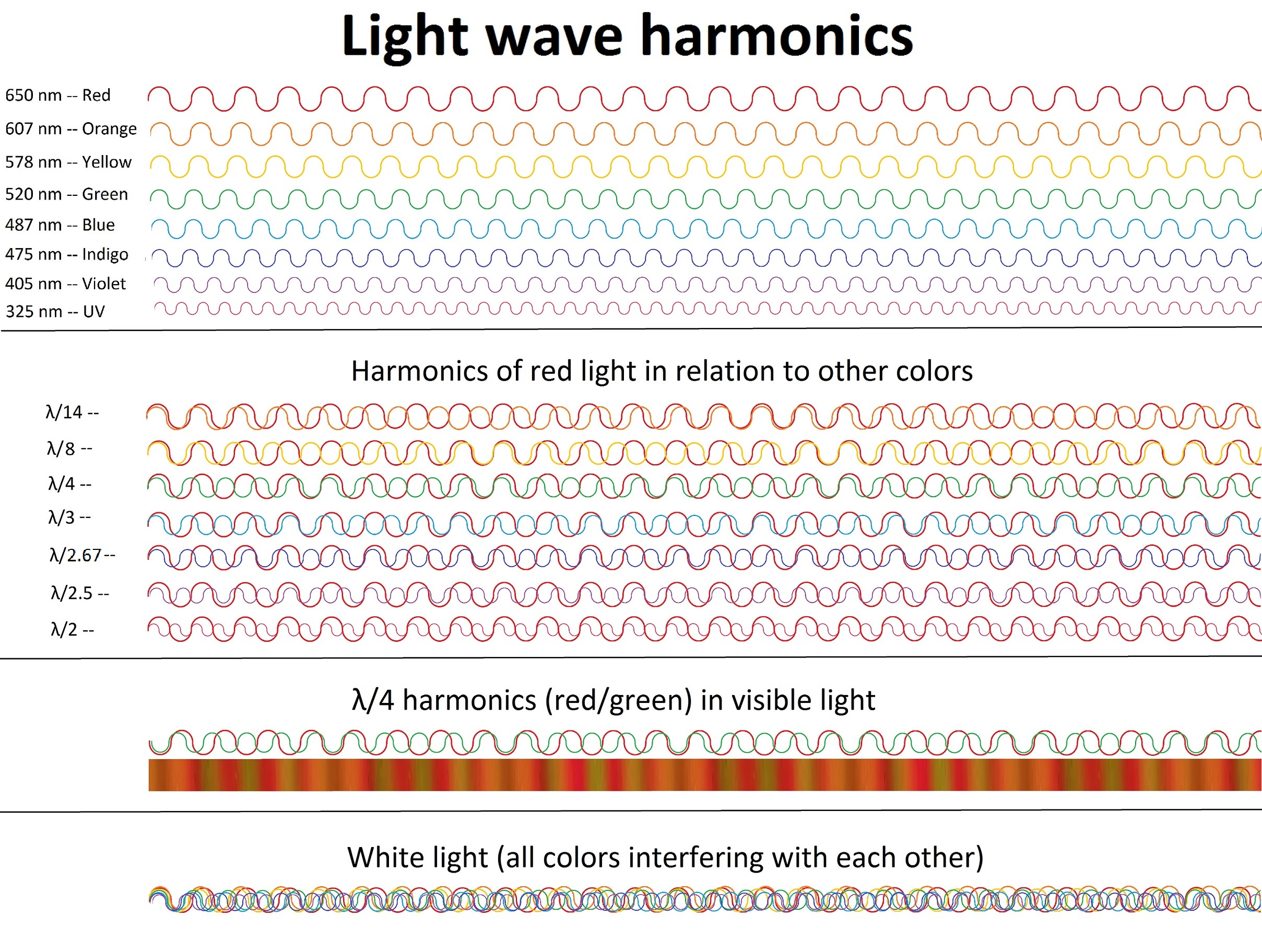

조화해석학(調和解析學, 영어: harmonic analysis)은 함수와 그 주파수 표현(예컨대 신호와 파동의 중첩을 통한 신호의 표현) 사이의 연관성을 연구하는 수학의 한 분야이다. 주파수 표현은 전체 실수선과 같이 정의역이 무한한 함수의 경우에는 푸리에 변환을, 유한 구간의 주기 함수와 같이 정의역이 유한한 함수에 대해서는 푸리에 급수를 사용한다. 이 변환을 다른 정의역으로 변환하는 것을 일반적으로 푸리에 해석이라고 하지만, 이 용어는 종종 조화 해석이라는 말과 혼용된다. 조화해석학은 정수론, 표현 이론, 신호 처리, 양자역학, 조석 분석, 스펙트럼 이론, 신경 과학 등 다양한 분야에 응용되는 폭넓은 학문으로 자리 잡았다.

## 역사
역사적으로, 조화 함수란 본래 라플라스 방정식의 해를 가리키는 말이었다. 이 용어는 연관된 방정식의 해가 되는 다른 특수 함수로도 확장되었고, 나중에 일반 타원형 연산자의 고유 함수(eigenfunction), 그리고 현재는 다양체 상에 정의된 함수 공간 내의 주기 함수를 일반화한 개념으로 여겨진다. 예를 들어 대칭성이나 주기성을 암시하는 경계 조건들을 포함한 편미분 방정식의 해가 있다.

## 같이 보기
- 푸리에 해석
- 스펙트럼 이론

## 참고 문헌
- 계승혁 (1998년 4월). 《군과 조화해석》. 대우학술총서 자연과학 120. 민음사. ISBN 89-374-3620-5.